# All the World's a Stage
| 전문가 평가                       | 전문가 평가 |
| 평가 점수                         | 평가 점수   |
| 출처                              | 점수        |
| --------------------------------- | ----------- |
| AllMusic                          | 3.5/별      |
| The Encyclopedia of Popular Music | [ 1 ]       |
| The Rolling Stone Album Guide     | 2.5/별      |

《All the World's a Stage》는 캐나다의 프로그레시브 록 밴드 러시가 1976년 9월 29일에 발매한 더블 라이브 음반이다. 이 음반은 1976년 6월 11일, 12일, 13일, 토론토의 매시 홀에서 밴드의 획기적인 《2112》 투어 동안 녹음되었다. 이 음반의 제목은 1981년 노래 〈Limlight〉에서 러시가 다시 언급한 윌리엄 셰익스피어의 희곡 《당신 뜻대로》를 암시한다.

## 배경
리드 보컬리스트이자 베이시스트인 게디 리에 따르면, 1976년 말에 라이브 음반이 발매된 것은 러시가 같은 해 초에 발매된 그들의 상업적인 돌파구 음반 《2112》의 후속 작업으로 스튜디오에서 작업하면서 "분명히 우리에게 더 많은 시간을 벌어주곤 했던 것"이었다.
이 음반은 《2112》 투어의 헤드라이닝 쇼 동안 정기적으로 공연되었던 모든 세트리스트를 포착했다. 그러나 바이닐의 기술적 한계로 인해 〈Lakeside Park〉와 〈2112〉의 위치는 〈Fly By Night/In The Mood〉와 〈Something For Nothing〉으로 바뀌었다.
1976년의 《2112》 투어 동안의 무대 시간 제약 때문에, 〈2112〉의 이 곡의 공연은 스튜디오 녹음의 〈Discovery〉와 〈Oracle: The Dream〉 부분을 생략한다. 〈Discovery〉의 마지막 32초가 프레젠테이션의 도입부로 재생되지만 라이너 노트와 트랙 목록은 이를 나타내지 않는다. 〈Discovery〉의 전곡이 1977년~1978년의 《A Farewell to Kings》 투어와 1978년~1979년의 《Hemispheres》 투어에서 공연되었지만, 러시는 라이브 음반 《Different Stages》에 녹음된 1996년~1997년의 《Test for Echo》 투어까지 전체 모음곡을 라이브로 공연하지 않았다.
6월 11일부터 13일까지 공연한 〈2112〉와 〈Something For Nothing〉의 대체 녹음은 2016년을 배경으로 한 《2112: 40th Anniversary》 박스의 일부로 발매되었다.

## 평가
《All the World's a Stage》는 1977년 11월 16일, 러시의 첫 번째 미국 톱 40 차트 음반으로, 《A Farewell to Kings》와 《2112》와 함께 골드 인증을 했다. 이 음반은 《Moving Pictures》의 발매 이후 1981년 미국에서 플래티넘 인증을 받았다. 캐나다에서 골드 인증은 1976년 12월 1일, 플래티넘 인증은 1978년 8월 1일에 나왔다.

## 곡 목록
모든 곡들은 특별한 언급이 없는 한 게디 리, 알렉스 라이프슨 그리고 닐 피어트에 의해 작사/작곡하였다.
| #  | 제목                         | 작사·작곡     | 재생 시간 |
| -- | ---------------------------- | ------------- | --------- |
| 1. | 〈Bastille Day〉             |               | 4:57      |
| 2. | 〈Anthem〉                   |               | 4:56      |
| 3. | 〈Fly by Night/In the Mood〉 | 피어트, 리/리 | 5:03      |
| 4. | 〈Something for Nothing〉    | 리, 피어트    | 4:02      |

| #  | 제목 | 재생 시간 |
| -- | --- | --------- |
| 1. | 〈Lakeside Park〉 | 5:04      |
| 2. | 〈2112 - I. Overture - II. The Temples of Syrinx - III. Discovery - IV. Presentation (라이프슨, 피어트) - VI. Soliloquy - VII. Grand Finale〉 | 15:45     |

| #  | 제목                        | 작사·작곡    | 재생 시간 |
| -- | --------------------------- | ------------ | --------- |
| 1. | 〈By-Tor and the Snow Dog〉 |              | 11:57     |
| 2. | 〈In the End〉              | 라이프슨, 리 | 7:13      |

| #  | 제목                           | 작사·작곡                 | 재생 시간 |
| -- | ------------------------------ | ------------------------- | --------- |
| 1. | 〈Working Man/Finding My Way〉 | 라이프슨, 리/라이프슨, 리 | 14:56     |
| 2. | 〈What You're Doing〉          | 라이프슨, 리              | 5:39      |

## 인증
| 국가                       | 인증     | 판매량/출하량 |
| -------------------------- | -------- | ------------- |
| 캐나다 (뮤직 캐나다)       | 플래티넘 | 100,000^      |
| 영국 (BPI)                 | 실버     | 60,000^       |
| 미국 (RIAA)                | 플래티넘 | 1,000,000^    |
| ^출하량을 기반으로 한 인증 |          |               |